# Verlengde gedraaide vierkante dubbelkoepel
Een verlengde gedraaide vierkante dubbelkoepel is in de meetkunde het johnsonlichaam J45. Deze ruimtelijke figuur kan worden geconstrueerd door twee vierkante koepels J4 met hun congruente grondvlakken op het grond- en bovenvlak van een achthoekig antiprisma te plaatsen. Het lichaam is chiraal: het bestaat zowel in rechts- als in linksdraaiende vorm. Het verschil bestaat erin dat beide vierkante koepels in de twee verschillende vormen 45° verschillend ten opzichte van elkaar zijn gedraaid.
De 92 johnsonlichamen werden in 1966 door Norman Johnson benoemd en beschreven.
- (en)  MathWorld. Gyroelongated Square Bicupola.